# Молочный, Андрей Сергеевич
Андре́й Серге́евич Моло́чный (укр. Андрій Сергійович Молочний; род. 2 мая 1978, Коростень, Житомирская область) — украинский актёр, телеведущий, основной автор и сопродюсер народного скетч-шоу «Файна Юкрайна» (выходит на украинском телевидении с сентября 2008 года), а также историческо-юмористического сериала «Рюрики», участник «Дуэта имени Чехова» «Сomedy club».

## Биография
Родился 2 мая 1978 года в городе Коростень Житомирской области Украины. После школы поступил в Национальный аграрный университет в Киеве на специальность «менеджмент внешнеэкономической деятельности». Учёбу окончил с красным дипломом, поступил в аспирантуру. Писал кандидатскую диссертацию на тему «Конъюнктура рынка говядины», но аспирантуру не окончил. 
Женат на Наталии Молочной, имеет четверых сыновей: Андрея, Дмитрия, Александра, Бориса и дочь Варвару.
19 июля 2025 года старший сын Молочного — Андрей, находясь в состоянии алкогольного опьянения, совершил смертельное ДТП на Большой Васильковской в Киеве, где на большой скорости сбил женщину. После аварии пытался скрыться, однако до приезда полиции его задержали прохожие.

## Творчество
Во время учёбы в университете начал играть в КВН. Выступал в командах «НАУ», «На ушах» (укр. «На Вухах»), «Ва-Банк», «Сборная Киева Аляска», которые были участниками Украинской высшей лиги и высшей лиги КВН Москва. В командах Андрей был одновременно творческим центром, ведущим актёром, капитаном, администратором.
Весной 2006 года вместе с Антоном Лирником создаёт «Дуэт имени Чехова» («ДИЧ»). Дуэт становится фундаментом для появления на Украине популярного московского проекта «Comedy club» — «Comedy Club Ukraine». С 28 октября 2006 года и по 2015 год «ДИЧ» — постоянные резиденты и участники «Comedy Club Москва».
Осенью 2006 года на телеканале «Интер» вышла украинская версия российского стендап шоу «Comedy club UA», где Андрей, помимо роли одного из резидентов, выполняет функции главного редактора. Позже проект перебрался на телеканале «1+1», а с марта по декабрь 2008 года его новые выпуски выходили на «Новом канале».
В сентябре 2008 украинское телевидение выпускает в эфир новую программу, которая сразу же завоевала популярность у широкой публики — скетч-шоу «Файна Юкрайна». Андрей Молочный являлся его автором и генеральным продюсером, работая вместе с коллегой по «Comedy club UA» Сергеем Притулой. В эфир вышло 98 серий.
Весной 2010 года проект «Comedy club UA» закрывается, но на его месте Молочный вместе с «Comedy club Production» открывает обновлённую версию стенд-ап шоу «Real Comedy». «Дуэт им. Чехова» становится почётным резидентом этого проекта, Антон Лирник становится режиссёром-постановщиком, а Молочный — генеральным продюсером. Съёмки проекта производит студия «Молочный продакшн». Проект выходит на телеканалах ICTV и «2+2». Шоу выпускается в новом формате — без нецензурной речи и шуток о политике.
С 22 января 2011 года студия «Молочный продакшн» выпускает в эфире ICTV историко-юмористический сериал «Рюрики». На август 2011 вышло 25 серий.
Играл в комедийном сериале «Масквичи», который выходил на НТВ с 16 мая 2010 года.
В 2008 году занимал место члена жюри в шоу «Як дві краплі» на телеканале «Украина».

## Общественная позиция
После начала российско-украинской войны, в 2014 году, переехал жить в Россию. По мнению некоторых украинских журналистов, его заявления могут расцениваться как скандальные и украинофобные.

## Участие в проектах
- 2006—2016 — Дуэт имени Чехова
- 2008 — Файна Юкрайна
- 2011 — «Рюрики»

## Фильмография
- 2009 — Фига.Ro — Иван